# Adam Hloušek
Adam Hloušek (* 20. prosince 1988 Turnov) je český profesionální fotbalista, který hraje na pozici levého obránce za český klub FC Fastav Zlín. Mezi lety 2009 a 2017 odehrál také 8 utkání v dresu české reprezentace. Mimo Česko působil na klubové úrovni v Německu.
V roce 2009 zvítězil v české anketě Fotbalista roku v kategorii Talent roku.

## Klubová kariéra
S fotbalem začínal v Semilech, v roce 1999 pak přestoupil do Jablonce, kde prošel mládežnickými kategoriemi a dostal se až do prvoligového týmu. V lize odehrál za Jablonec 54 zápasů, ve kterých vstřelil čtyři branky. Především na jaře 2009 zaujal skauty předních českých i některých zahraničních klubů a v letním přestupním období jej získala SK Slavia Praha, kde Hloušek podepsal smlouvu na čtyři roky. Zde byl až do začátku jarní části sezony 2009/10 oporou týmu, dokud si v zápase se střížkovskými Bohemians nepřivodil vážné zranění křížového vazu, které ho vyřadilo ze zápasů na půl roku. V lednu 2011 se Adam vrátil do Jablonce, odkud obratem odešel na hostování do týmu tehdy hrajícím německou Bundesligy 1. FC Kaiserslautern, kde hostoval do konce sezóny 2010/11. Zde odehrál 13 bundesligových zápasů a vstřelil 1 gól. Po návratu jej Jablonec pustil na půlroční hostování do Slavie.

### 1. FC Norimberk
Po skončení hostování v prosinci 2011 přestoupil za cca 25 milionů Kč do německého Norimberku, kde podepsal smlouva na 3½ roku. Zde se setkal s krajanem Tomášem Pekhartem. V březnu 2012 v zápase proti Bayernu Mnichov se po souboji s Arjenem Robbenem zranil, špatně došlápl a nevydržel křížový vaz. Nehrál až do září 2013. V prvním ligovém utkání po zranění 15. září 2013 vstřelil vedoucí gól Norimberku proti Eintrachtu Braunschweig, na vítězství to ale nestačilo, soupeř vyrovnal na konečných 1:1. Skóroval i 29. září proti Werderu Bremen, svým gólem zařídil konečnou remízu 3:3.

### VfB Stuttgart
Po sezoně 2013/14 přestoupil do VfB Stuttgart, kde se dohodl na čtyřletém kontraktu.

### Legia Warszawa
V lednu 2016 podepsal 3,5roční smlouvu s polským klubem Legia Warszawa. V sezóně 2015/16 vybojoval s Legií double, tedy prvenství v polském poháru i v Ekstraklase.

## Reprezentační kariéra
Hloušek prošel mládežnickými reprezentacemi do 18 a do 19 let. Na jaře 2008 jej trenér Vítězslav Lavička poprvé povolal do české jedenadvacítky k přátelskému utkání proti francouzskému třetiligovému týmu Istres. Reprezentace tehdy zvítězila 4:0 a Hloušek si připsal dvě gólové asistence. Vzhledem k tomu, že se tento zápas nepočítá do oficiálních startů reprezentace, si Hloušek připsal premiéru až v následném přátelském utkání proti domácí Francii, ve kterém Česko podlehlo 1:4. Na další reprezentační start si musel počkat rok, než jej trenér Jakub Dovalil nominoval ke kvalifikačnímu utkání proti San Marinu (8:0), Hloušek nastoupil v základní sestavě.
V A-mužstvu ČR debutoval 10. října 2009 v kvalifikačním zápase proti Polsku (výhra 2:0). V roce 2009 nastoupil v kádru české seniorské reprezentace ke 3 utkáním, další dvě odehrál v roce 2011. Další příležitost mu dal až nový reprezentační trenér Pavel Vrba 5. března 2014 v přátelském utkání s Norskem.

### Mistrovství Evropy hráčů do 21 let 2011
V náročné základní skupině B Mistrovství Evropy hráčů do 21 let v roce 2011 konaném v Dánsku se česká reprezentace střetla postupně s celky Ukrajiny (výhra 2:1), Španělska (prohra 0:2) a Anglie (výhra 2:1), do semifinále postupovaly první dva týmy ze skupin. Adam Hloušek nastoupil pouze proti Ukrajině a Španělsku (v obou zápasech střídal).
Semifinále 22. června proti Švýcarsku ČR prohrála po prodloužení 0:1 a stejným výsledkem (avšak v normální hrací době) podlehla 25. června v souboji o 3. místo (a o účast na Letních olympijských hrách v Londýně) Bělorusku. Hloušek odehrál první poločas proti Bělorusku.

### Reprezentační zápasy

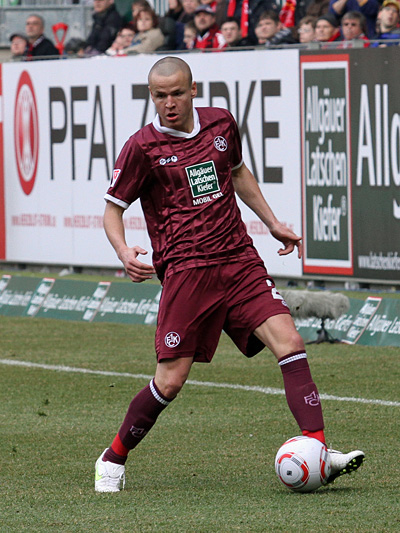
Adam Hloušek s míčem.

| Rok    | Zápasy | Góly |
| ------ | ------ | ---- |
| 2008   | 1      | 0    |
| 2009   | 3      | 0    |
| 2010   | 0      | 0    |
| 2011   | 3      | 0    |
| Celkem | 7      | 0    |

| Rok                 | Zápasy | Góly |
| ------------------- | ------ | ---- |
| 2009                | 3      | 0    |
| 2010                | 0      | 0    |
| 2011                | 2      | 0    |
| 2012                | 0      | 0    |
| 2013                | 0      | 0    |
| 2014                | 1      | 0    |
| 2015                | 1      | 0    |
| 2016                | 0      | 0    |
| Celkem              | 7      | 0    |
| Platí k 21. 3. 2017 |        |      |

## Styl hry
Může nastoupit na levém kraji zálohy či obrany, na stoperu (střední obránce) nebo v útoku.